# Richard Borcherds
Richard Ewen Borcherds (ur. 29 listopada 1959 w Kapsztadzie) – brytyjski matematyk.

## Życiorys
Jeden z trzech synów nauczyciela fizyki. W 1978 roku zdobył złoty medal na Międzynarodowej Olimpiadzie Matematycznej w Bukareszcie. W 1983 roku został powołany na stanowisko Research Fellow w Trinity College. W 1985 roku ukończył studia doktoranckie, a następnie przeniósł się na Uniwersytet Kalifornijski w Berkeley, gdzie w latach 1987–1988 był profesorem matematyki. W latach 1988–1991 był profesorem Royal Society w Cambridge. W roku 1992 otrzymał Nagrodę EMS. Następnie został mianowany profesorem matematyki na Uniwersytecie Kalifornijskim w Berkeley w 1993 roku. W 1996 roku powrócił do Cambridge, gdzie spędził trzy lata pracując jako profesor w Royal Society na wydziale matematyki. W 1998 roku otrzymał Medal Fieldsa za pracę nad wprowadzeniem algebry VOA, dowiedzenie teorii moonshine i za odkrycie nowej klasy automorficznych form. W 1999 roku wrócił do Berkeley, gdzie mieszka do dziś. Jego żoną jest topolog Ursula Gritsch, z tego związku ma dwie córki.